# Jacques-Joseph Moreau
Jacques-Joseph Moreau (Montrésor, 3 giugno 1804 – 26 giugno 1884) è stato uno psichiatra francese, membro del Club des Hashischins. Soprannominato Moreau de Tours, fu il primo medico a compiere uno studio sistematico sugli effetti delle droghe sul sistema nervoso centrale, e ad analizzare e catalogare scientificamente le proprie osservazioni.

## Biografia
Fu il padre del pittore francese Georges Moreau de Tours e dello psichiatra criminologo Paul Moreau de Tours.

## Studi
Dopo un lungo viaggio in Oriente, durato dal 1836 al 1840, scoprì gli effetti del fumo di hashish, e cominciò a studiarli al fine di comprendere il rapporto tra follia e sogni, che secondo Moreau sarebbero forme analoghe di delirio.

## Opere
- Les facultés morales considérées au point de vue médical, 1837
- Études psychiques sur la folie, 1840
- Mémoires sur la folie raisonnante envisagée sous le point de vue médico- légal, Esculape, 1840
- Recherches sur les aliénés en Orient, 1843
- De l'Identité de l'état de rêve et de la folie, 1855
- Du Hachisch Et de L'Alienation Mentale: Etudes Psychologiques
- Histoire Naturelle De La Femme, Suivie D'un Traité D'hygiène
- La Psychologie Morbide Dans Ses Rapports Avec La Philosophie de L'Histoire, Ou de L'Influence Des Nevropathies Sur Le Dynamisme Intellectuel